# Myopia (album Agnes Obel)
Myopia è il quarto album in studio della cantautrice danese Agnes Obel. È stato rilasciato il 21 febbraio 2020 dallo studio di produzione Strange Harvest Limited. Tre brani sono stati pubblicati come singoli prima dell'uscita principale: Island of Doom, Broken Sleep e Parliament of Owls.
Obel ha spiegato il significato di Myopia: "Per me Myopia è un album di fiducia e dubbio. Puoi fidarti di te stesso o no? Puoi fidarti dei tuoi giudizi? Puoi fidarti che farai la cosa giusta? Puoi fidarti del tuo istinto e cosa provi? O i tuoi sentimenti sono distorti?"
Nell'album, Obel mette una sensazione di calma e gentilezza nella sua musica, proseguendo dal concetto tedesco di Gläserner Bürger, il "cittadino del vetro", che era il concetto guida del suo album precedente. L'album contiene un nuovo senso di solitudine strumentale e vocale, oltre ad allontanarsi dai suoi primi album ottimistici. Obel ha affermato che l'album è stato innescato da una lotta per sfuggire alla sua "visione a tunnel".
L'album myopia è stata accolto con recensioni generalmente positive. Elisa Bray del quotidiano britannico The Independent lo ha descritto come "un album da vivere da soli, e c'è un conforto nell'essere trascinati nel territorio contemplativo e isolante di Myopia". Michael Sumsion di PopMatters ha affermato che i "canali sonori eterei e decorati" di Obel sono forme tradizionali di musica jazz, classica e folk attraverso "macchie crepuscolari di art-pop, trip-hop ed elettronica con effetti abbaglianti". Allo stesso modo, Ashley Bardhan di Pitchfork ha applaudito il "pop da camera spettrale e lunatico" del disco come "un nuovo picco per la sua lussureggiante malinconia". Meno entusiasta è stato il critico del Financial Times Ludovic Hunter-Tilney, che ha trovato ammirevoli i "notturni pensosi" di Obel, ma si è lamentato di come "la musica raramente cambi tempo".

## Tracce
1. Camera's Rolling – 4:44
2. Broken Sleep – 4:55
3. Island of Doom – 5:29
4. Roscian – 2:17
5. Myopia – 5:16
6. Drosera – 2:27
7. Can't Be – 3:26
8. Parliament of Owls – 2:30
9. Promise Keeper – 4:29
10. Won't You Call Me – 4:17